# Pedersenia hassleriana
Pedersenia hassleriana là loài thực vật có hoa thuộc họ Dền. Loài này được (Chodat) Pedersen mô tả khoa học đầu tiên năm 2000.